# Kampong Tranch
Kampong Tranch är ett distrikt i Kambodja.   Det ligger i provinsen Kampot, i den södra delen av landet, 120 km söder om huvudstaden Phnom Penh. Antalet invånare är 83 061.